# Pigeon Point (Minnesota)
Pigeon Point est une péninsule à l'extrémité nord-est du Minnesota dans le comté de Cook, aux États-Unis.
L'extrémité de la pointe est possédée par l'United States Coast Guard[réf. nécessaire], tandis que la majeure partie l'est par la réserve indienne de Grand Portage. La péninsule se situe à proximité de la frontière entre le Canada et les États-Unis.